# 퍼시픽 어페어스
《퍼시픽 어페어스》(Pacific Affairs, PA)는 아시아와 태평양 지역의 현대 정치, 경제 및 사회 문제를 다루는 캐나다의 동료 평가 학술지이다. 1926년 태평양 문제 조사회(Institute of Pacific Relations, IPR)의 뉴스레터로 창간되었으며, 1928년 5월부터 현재의 이름을 사용하고 있다. 1934년부터 1942년까지 오언 래티모어와 윌리엄 L. 홀랜드가 편집하였다.
미국의 상원의원 조지프 매카시의 압력에 의해 IPR이 1960년 해체되면서 《퍼시픽 어페어스》는 뉴욕에서 캐나다 밴쿠버의 브리티시컬럼비아 대학교로 발행처를 옮겼다. 현재는 브리티시컬럼비아 대학교의 아시아 연구소(Institute of Asian Research)를 기반으로 하고 있다.